# Martin Furian
Martin Furian (* 27. August 1932 in Landsberg an der Warthe; † 25. Dezember 2020 in Esslingen am Neckar) war ein deutscher Sozial- und Medienpädagoge und Professor an der Fachhochschule für Sozialwesen in Esslingen am Neckar. Als Autor und Herausgeber von pädagogischen Publikationen wurde er insbesondere durch seine Aufklärungsbücher für Kinder, Jugendliche und junge Erwachsene bekannt.

## Leben
Furian besuchte von 1955 bis 1957 das Sozialpädagogische Seminar in Dortmund, bevor er von 1958 bis 1963 an der Freien Universität Berlin Politische Wissenschaft, Neuere Geschichte und Erwachsenenbildung studierte.
Nach seiner Tätigkeit als Geschäftsführer der Aktion Jugendschutz, Landesarbeitsstelle Baden-Württemberg in Stuttgart, von 1963 bis 1970 wurde er 1971 an die Fachhochschule für Sozialwesen in Esslingen berufen. Dort war er Fachbereichsleiter, Leiter des Praktikantenamtes und von 1973 bis 1977 erster gewählter Rektor dieser Hochschule und stellvertretender Vorsitzender der Rektorenkonferenz Baden-Württemberg. Seine Emeritierung erfolgte 1994.
Neben der Hochschultätigkeit arbeitete er in den Jahren 1973 bis 1990 ehrenamtlich in verschiedensten staatlichen und gesellschaftlichen Gremien wie dem Kuratorium der Berufsakademie Baden-Württemberg, dem Landesschulbeirat, dem Beirat der Koordinierungsstelle für Suchtfragen beim Ministerium für Arbeit, Gesundheit und Sozialordnung, der Expertenkommission Neue Medien der Landesregierung Baden-Württemberg und des Rundfunkrates des Süddeutschen Rundfunks. Von 1986 bis 1990 war er stellvertretender Vorstand der Landesanstalt für Kommunikation Baden-Württemberg.
Von 1989 bis 1998 war er Mitglied des Gemeinderates der Stadt Ostfildern.

## Ehrungen
Für sein Lebenswerk wurde ihm 1995 das Bundesverdienstkreuz verliehen.

## Schriften (Auswahl)
- Das Buch vom Liebhaben. Wiebelsheim, Quelle und Meyer 2004, 11. überarb. Aufl.
- Das Buch vom Lieben und Geliebtwerden. Wiebelsheim, Quelle und Meyer 2001, 5. überarb. Aufl.
- Liebeserziehung. Wiesbaden, Quelle und Meyer 1999, 2. überarb. Aufl.
- Waar kom je vandaan? Tielt, Lanno 1985
- Zusammen mit Monika Maurer: Praxis der Fernseherziehung in Kindergarten, Hort, Heim und Familie. Heidelberg, Quelle und Meyer 1984, 4. überarb. u. erw. Aufl.
- Fernsehen als Erziehungsproblem. Meiringen, Verl. d. Kunstanst. Brügger AG 1979
- Praxis der Elternarbeit. Oeffingen, Bonz 1974
- Sittlichkeitsdelikte. Essen, Drei-W-Verlag 1973, 2. Aufl. Völlig neu bearb., erg. u. erw. Fassung
- Fernseherziehung. Essen, Drei-W-Verlag 1970
- Ton- und Bildmaterial zur Geschlechtererziehung. Furian, Barbara. - Stuttgart : Aktion Jugendschutz, Landesarbeitsstelle Baden-Württemberg, 1970, 3., erg. Aufl.
- Jugend braucht Schutz. Hamm, Hoheneck-Verl. 1966
- Jugendschutz-Taschenbuch. Stuttgart, Landesjugendring Baden-Württemberg e. V., ca. 1970, 2. überarb. Aufl.

### Als Herausgeber
- Praxis der Elternarbeit in Kindergarten, Hort, Heim und Schule. Mit Beiträgen von Barbara Furian. Heidelberg, Quelle und Meyer 1982
- Ursachenorientierte Prophylaxe süchtigen Verhaltens: Analysen u. Konsequenzen. Heidelberg, Quelle und Meyer 1981
- Gefährdete Jugend, Zwischen Zweifel, Resignation und Hoffnung (ajs Jahrestagungsband). Heidelberg, Quelle und Meyer 1980
- Du tust mir weh: Aggressionen im Leben d. Kinder u. Jugendlichen. Fellbach Bonz 1979
- Sexualerziehung kontrovers: Analysen, Perspektiven, Hilfen. Fellbach, Bonz 1978
- Kinder und Jugendliche im Spannungsfeld der Massenmedien (Jahrestagung der Aktion Jugendschutz Baden-Württemberg 1976). Stuttgart, Bonz 1977, 2. Aufl.
- Erziehung für die Welt von morgen: Beitr. d. Jahrestagung 1975 d. Aktion Jugendschutz Baden-Württemberg. Stuttgart, Bonz 1976

### Als Mitherausgeber
- Zusammen mit Peter Wittemann: Tele-Vision total? Leben und Erziehen an der Schwelle zu einer neuen Medienwelt. Heidelberg, Quelle und Meyer 1982